# Privredni vjesnik
Privredni vjesnik je hrvatski gospodarski tjednik koji izlazi u Zagrebu od 1953. godine. Distribuira se u tvrtke članice Hrvatske gospodarske komore i pretplatnicima. Sažetak na engleskom jeziku pod imenom PV International elektroničkim se putem distribuira i u inozemstvu. Pripremaju televizijski magazin Privredni.hr i emisiju Vrijeme je za gospodarstvo, koje se emitiraju na VKTV, SBTV, TV Jadran i TV Šibenik.

## Impressum
- Glavni urednik:
- Novinari:  Vesna Antonić, Goran Gazdek, Ilijana Grgić, Jozo Knez, Ljiljana Lukić, Boris Odorčić, Sanja Plješa, Svetozar Sarkanjac, Krešimir Sočković, Jozo Vrdoljak[1]

## Poveznice
- Hrvatska novinska izdanja

## Vanjske poveznice
Službena stranica